# 陷脉石楠
陷脉石楠（学名：Photinia impressivena）为蔷薇科石楠属下的一个种。

## 扩展阅读
- 維基物種上的相關：陷脉石楠